# Aimée Eccles
Aimée Eccles (ou Aimee Eccles, ou Amy Eccles, ou bien Aimee Ecclés) est une actrice américaine née le 28 juillet 1949 à Hong Kong.

## Filmographie
- 1968 : No More Excuses, de Robert Downey Sr.
- 1970 : Little Big Man, d'Arthur Penn, Sunshine (Rayon de Soleil en VF)
- 1971 : Si tu crois fillette (Pretty Maids All in a Row), de Roger Vadim, Hilda Lee
- 1972 : Fureur apache (Ulzana's Raid), de Robert Aldrich, la femme indienne de McIntosh
- 1973 : Group Marriage, de Stephanie Rothman, Chris
- 1973 : Marco, de Seymour Robbie, Kuklatoi
- 1978 : La Taverne de l'enfer (Paradise Alley), de Sylvester Stallone, Susan Chow
- 1982 : The Concrete Jungle, de Tom DeSimone, Spider
- 1984 : Lovelines (en) de Rodney Amateau, Nisei